# كزوارينة كنباثية الأوراق

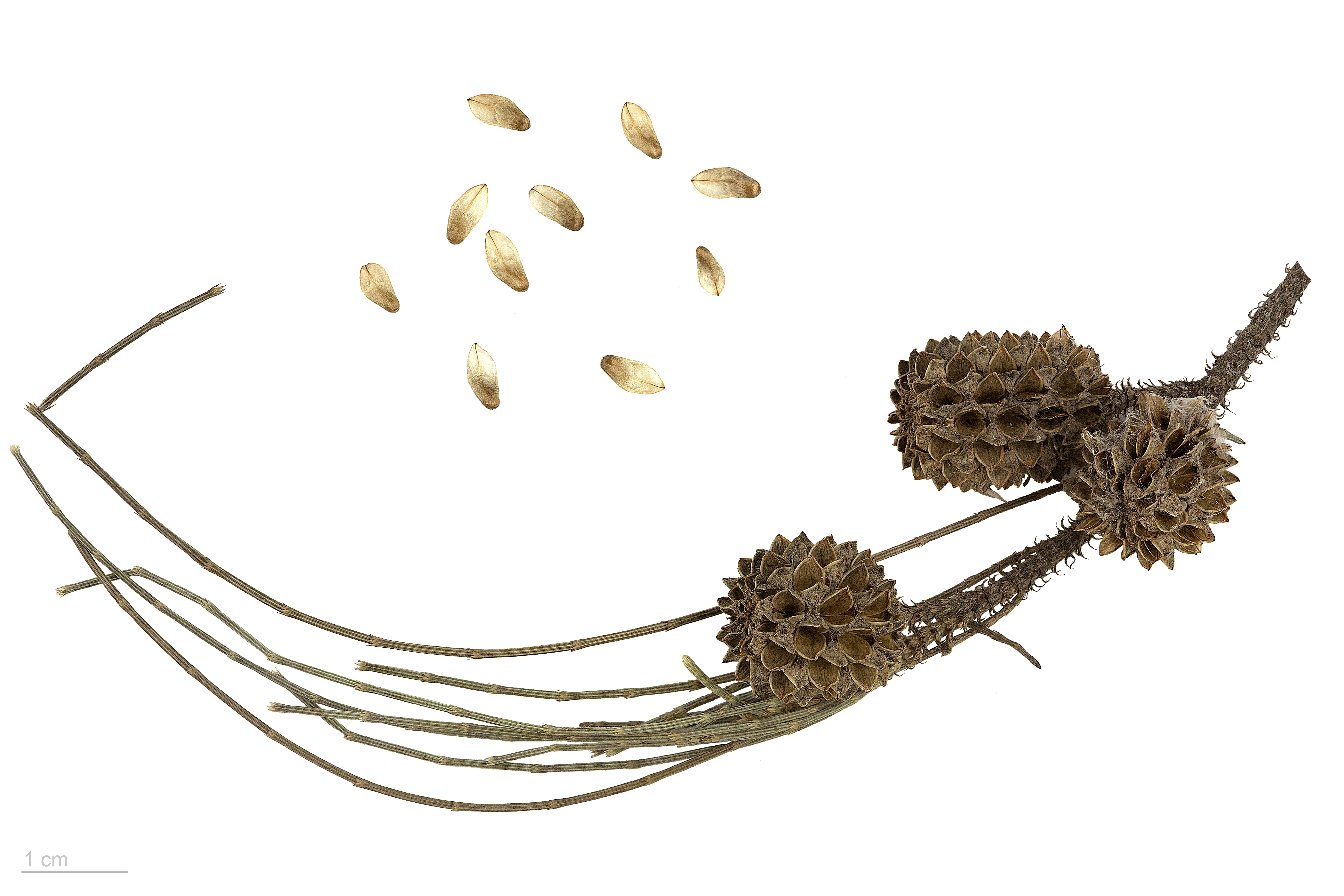
Casuarina equisetifolia”

كازوارينا أو كزوارينة كنباثية الأوراق أو جيمارا أو كزوارينة أو فِلوة (الاسم العلمي: Casuarina equisetifolia) هي نوع من النباتات تتبع جنس الكزوارينة من الفصيلة الكزوارينية.

## معرض صور

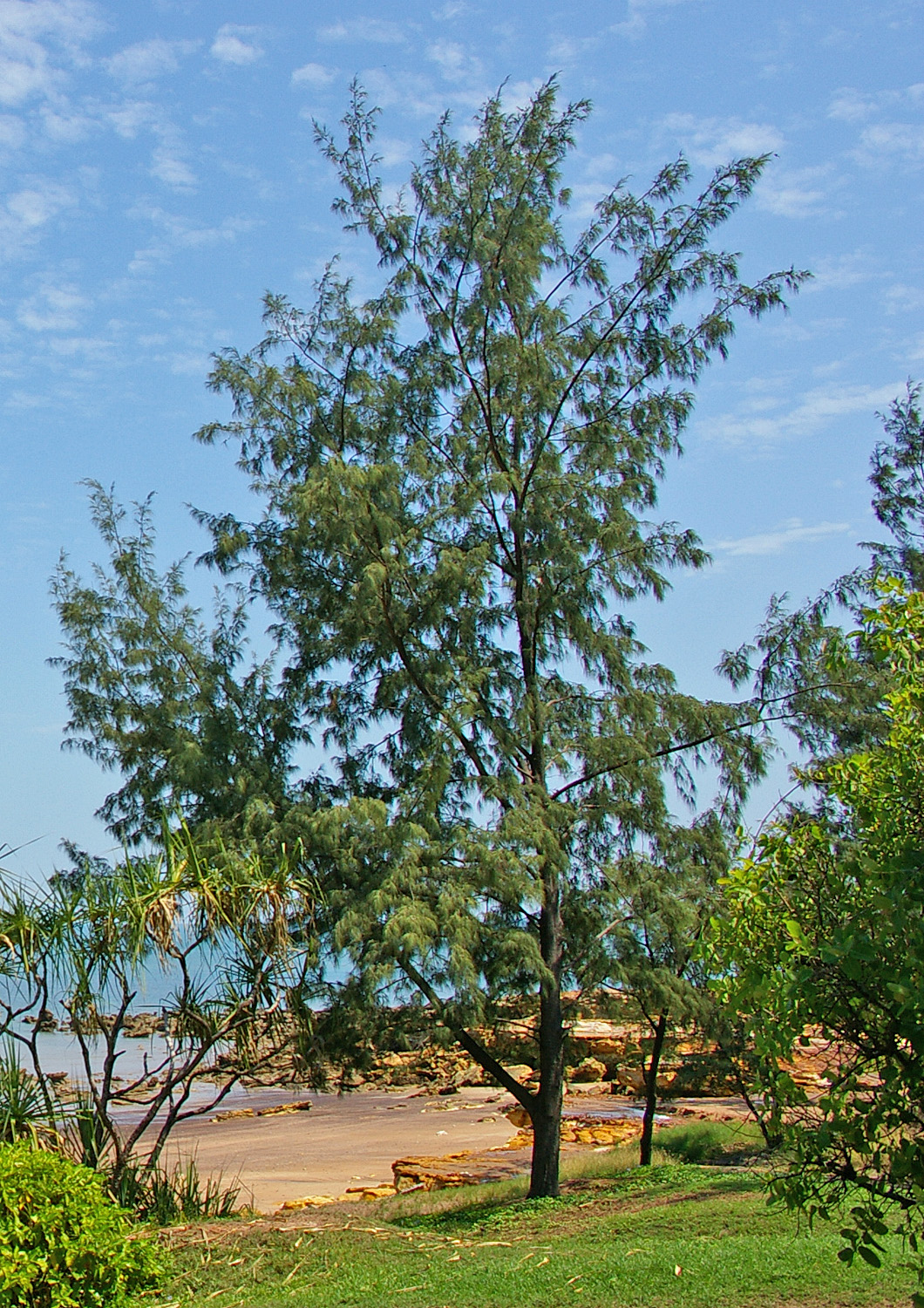
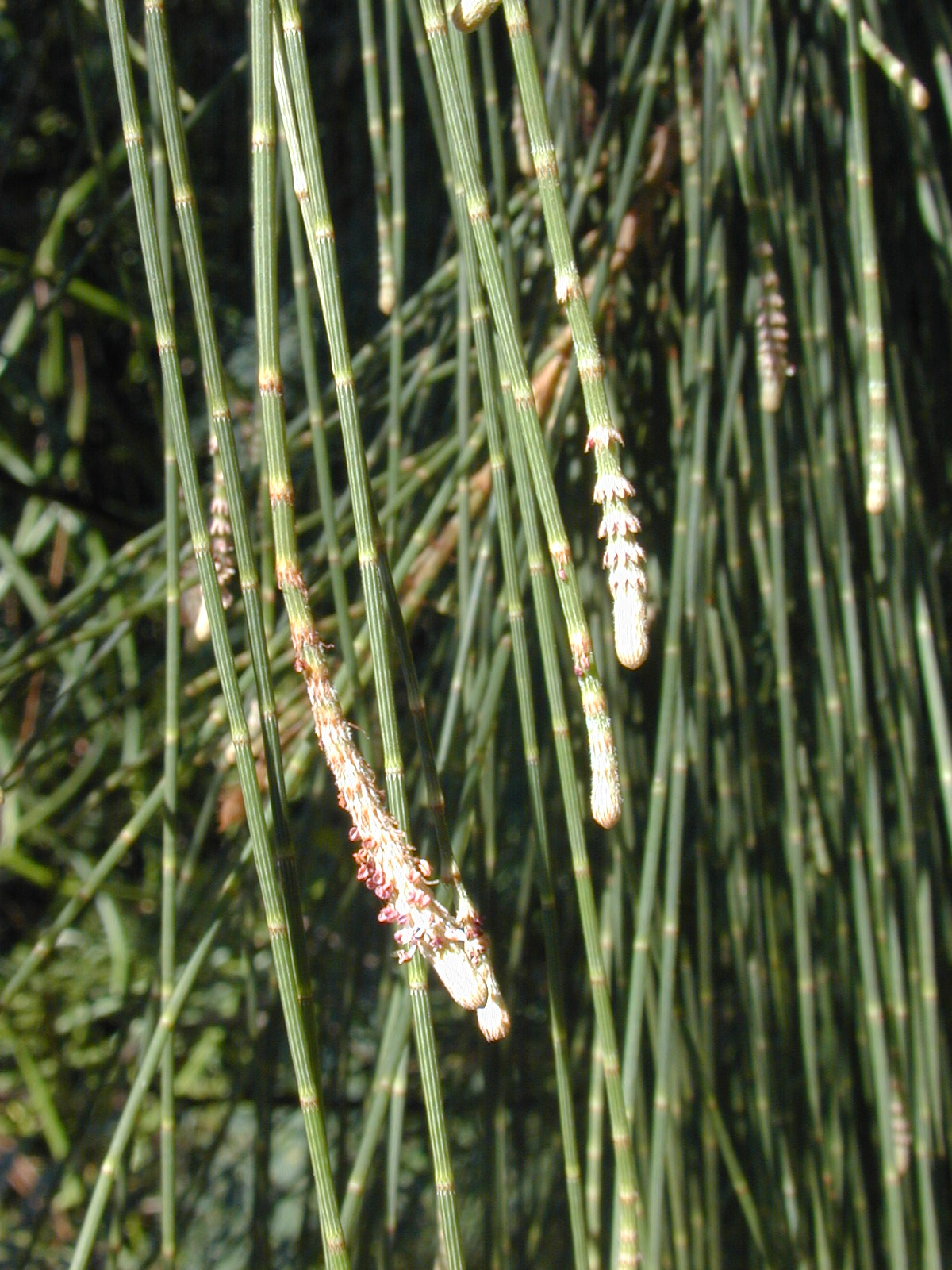
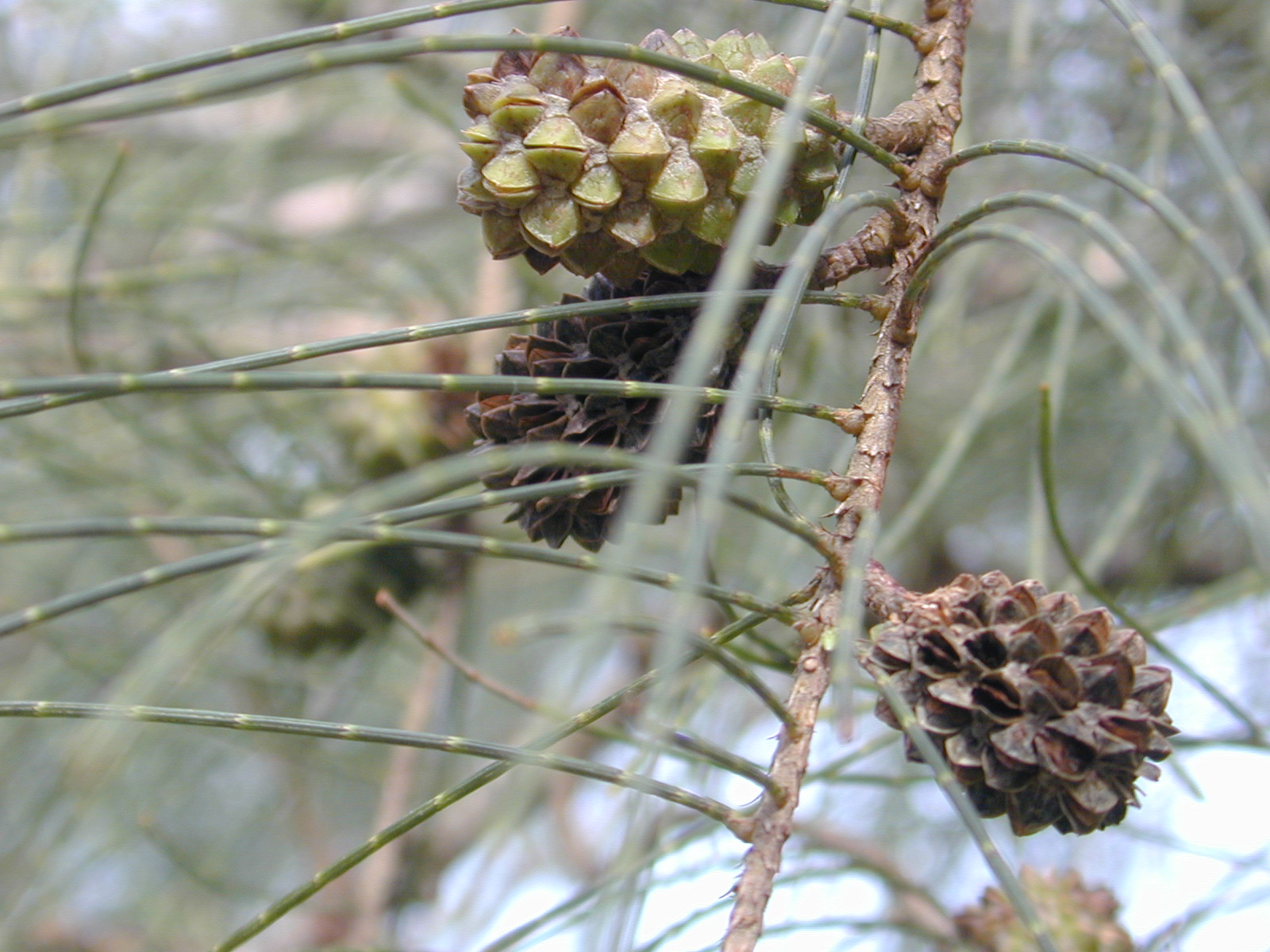